# چاه محمدآباد اسلامی
چاه محمدآباد اسلامی روستایی در دهستان بهادران، بخش مرکزی شهرستان مهریز در استان یزد است.